# 边城 (电影)
《边城》（英語：Border Town）是1984年在中国大陆上映的剧情片，由北京电影制片厂制作和发行，导演是凌子风，主演是冯汉元和戴呐。《边城》是导演凌子风根据沈从文同名中篇小说改编而成。

## 演出
| 演员   | 角色       | 备注 |
| 冯汉元 | 爷爷       |      |
| 戴呐   | 翠翠       |      |
| 刘汉璞 | 顺顺       |      |
| 白铭   | 顺顺的妻子 |      |
| 刘魁   | 天保大佬   |      |
| 石磊   | 傩送二佬   |      |
| 金风   | 杨马兵     |      |
| 潘玫   | 团总女儿   |      |
| 陈宗达 | 金亭       |      |
| 罗元明 | 长顺       |      |

## 制片
1983年年初，北京电影制片厂取得《边城》的电影改编权利。同年2月，沈从文给剧本润色和提出修改意见。8月，《边城》开机拍摄。1984年10月，《边城》杀青。
女主角“翠翠”的扮演者戴呐是四川省成都市一所中学的初一学生。
《边城》的许多镜头都是在湖南省湘西土家族苗族自治州拍的，花垣县的茶峒拍了端午节赛龙船的镜头以及下河捉鸭子等群众场面；凤凰县拍石板街、山乡赶场和城墙的镜头；张家界市温塘拍渡口的镜头。

## 奖项
| 年份 | 奖项                    | 类别         | 提名者   | 是否得奖 | 备注 |
| ---- | ----------------------- | ------------ | -------- | -------- | ---- |
| 1985 | 第5届中国电影金鸡奖     | 最佳导演     | 凌子风   | 獲獎     |      |
| 1985 | 第5届中国电影金鸡奖     | 最佳摄影     | 梁子勇   | 提名     |      |
| 1985 | 第5届中国电影金鸡奖     | 最佳美术     | 夏如今   | 提名     |      |
| 1985 | 第5届中国电影金鸡奖     | 最佳音乐     | 刘庄     | 提名     |      |
| 1985 | 第5届中国电影金鸡奖     | 最佳男主角   | 冯汉元   | 提名     |      |
| 1985 | 第9届蒙特利尔国际电影节 | 评委会荣誉奖 | 《边城》 | 獲獎     |      |

## 外部连接
- 豆瓣电影上《边城》的資料 （简体中文）
- 时光网上《边城》的資料（简体中文）